# PCB (logiciel)
Pour les articles homonymes, voir PCB.
PCB est un logiciel libre de conception de circuit imprimé, permettant des sorties dans les formats standard industriels RS-274X (Gerber), NC drill, et centroid data (X-Y data). Il permet également une visualisation photographique du circuit en cours de conception.
Il peut importer les schémas fonctionnels créés avec XCircuit (en) et peut également échanger avec gEDA.